# Гіперболічна спіраль

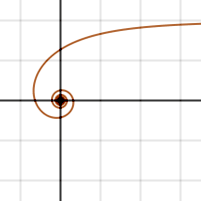
Гіперболічна спіраль для a = 2

Гіперболічна спіраль — плоска трансцендентна крива. Рівняння гіперболічної спіралі в полярній системі координат є зворотнім для рівняння спіралі Архімеда і записується як:
{\displaystyle \rho \phi =a}
Рівняння гіперболічної спіралі в декартових координатах:
{\displaystyle x=\rho \cos \phi ,\qquad y=\rho \sin \phi ,}
Параметричний запис рівняння:
{\displaystyle x=a{\cos t \over t},\qquad y=a{\sin t \over t},}
Спіраль має асимптоту y = a: при t прямує до нуля ордината прямує до a, а абсциса прямує до нескінченності:
{\displaystyle \lim _{t\to 0}x=a\lim _{t\to 0}{\cos t \over t}=\infty ,}
{\displaystyle \lim _{t\to 0}y=a\lim _{t\to 0}{\sin t \over t}=a\cdot 1=a.}